# Episodi di Innamorati pazzi (settima stagione)
La settima ed ultima stagione della serie televisiva Innamorati pazzi è stata trasmessa dal 22 settembre 1998 al 24 maggio 1999 dalla NBC.
In Italia la stagione è andata in onda dal 23 dicembre 2002 al 24 febbraio 2003 sul canale Italia 1.
| nº | Titolo originale                    | Titolo italiano              | Prima TV USA      | Prima TV Italia  |
| -- | ----------------------------------- | ---------------------------- | ----------------- | ---------------- |
| 1  | Season Opener                       | Apertura di stagione         | 22 settembre 1998 | 23 dicembre 2002 |
| 2  | A Pain in the Neck                  | Le prime parole              | 29 settembre 1998 | 23 dicembre 2002 |
| 3  | Tragedy Plus Time                   | Tempo di tragedie            | 27 ottobre 1998   | 30 dicembre 2002 |
| 4  | There's a Puma in the Kitchen       | Il piccolo gattino           | 3 novembre 1998   | 30 dicembre 2002 |
| 5  | The Silent Show                     | Comunicazione silenziosa     | 10 novembre 1998  | 6 gennaio 2003   |
| 6  | Weekend in L.A.                     | Weekend a Los Angeles        | 17 novembre 1998  | 6 gennaio 2003   |
| 7  | The Thanksgiving Show               | Il giorno del Ringraziamento | 24 novembre 1998  | 13 gennaio 2003  |
| 8  | The Buried Fight                    | Il rimedio all'inglese       | 14 dicembre 1998  | 13 gennaio 2003  |
| 9  | Farmer Buchman                      | Il contadino Buchman         | 11 gennaio 1999   | 20 gennaio 2003  |
| 10 | Win a Free Car                      | Truffe e motori              | 18 gennaio 1999   | 20 gennaio 2003  |
| 11 | The Honeymoon                       | Luna di miele in quattro     | 25 gennaio 1999   | 27 gennaio 2003  |
| 12 | Valentine's Day                     | Sorpresa di San Valentino    | 8 febbraio 1999   | 27 gennaio 2003  |
| 13 | Virtual Reality II                  | Realtà virtuale              | 22 febbraio 1999  | 3 febbraio 2003  |
| 14 | Uncle Phil Goes Back to High School | Zio Phil torna al liceo      | 1º marzo 1999     | 3 febbraio 2003  |
| 15 | Murray at the Dog Show              | Fine della terapia           | 26 marzo 1999     | 10 febbraio 2003 |
| 16 | Millennium Bug                      | La formula Einsten           | 26 marzo 1999     | 10 febbraio 2003 |
| 17 | Separate Beds                       | Letti separati               | 3 maggio 1999     | 17 febbraio 2003 |
| 18 | Stealing Burt's Car                 | Il furto dell'auto di Burt   | 10 maggio 1999    | 17 febbraio 2003 |
| 19 | Paved with Good Intentions          | Con le migliori intenzioni   | 13 maggio 1999    | 24 febbraio 2003 |
| 20 | The Dirty Little Secret             | L'albero degli alterini      | 17 maggio 1999    | 24 febbraio 2003 |
| 21 | The Final Frontier (1)              | Gran finale - I parte        | 24 maggio 1999    | 24 febbraio 2003 |
| 22 | The Final Frontier (2)              | Gran finale - II parte       | 24 maggio 1999    | 24 febbraio 2003 |